# Hispidoberyx ambagiosus
Hispidoberyx ambagiosus (Kotlyar, 1981) è un pesce osseo abissale, unica specie appartenente alla famiglia Hispidoberycidae, per FishBase e WoRMS (World Register of Marine Species) appartiene all'ordine Beryciformes, per ITIS (Integrated Taxonomic Information System) appartiene all'ordine Stephanoberyciformes.

## Descrizione
Il corpo è affusolato con testa grande e bocca ampia, rettilinea e frontale. Le scaglie portano delle piccole spine. La pinna dorsale è arretrata ed ha 4 o 5 spine libere nella parte anteriore. La pinna anale è simile e opposta alla dorsale ma ha solo 2-3 raggi spiniformi liberi. Una spina robusta è presente sull'opercolo branchiale.
La lunghezza massima è di circa 18 cm.

## Distribuzione e habitat
È noto per l'oceano Indiano orientale e per il mar Cinese Meridionale. I pochi esemplari noti sono stati catturati fra 560 e 1019 metri di profondità. Probabilmente demersale.

## Biologia
Praticamente ignota, si conoscono solo 5 esemplari. Si sa solo che si nutre di gamberetti.